# Famiglia delle comete gioviane
La famiglia delle comete gioviane, JFC (Jupiter Family Comets) in inglese, è costituita da comete periodiche a breve periodo compreso tra poco meno di 5 anni ed oltre 20 anni; la maggior parte di esse ha periodi di rivoluzione compresi tra i 5,93 e gli 11,86 anni, ossia tra il periodo di rivoluzione del pianeta Giove e la metà di esso. L'appartenenza di una cometa a questa famiglia non è univoca in quanto sono stati avanzati diversi criteri per stabilirne l'appartenenza, per cui a seconda dei compilatori di liste una stessa cometa può essere inclusa o meno.

## Scoperta
La scoperta dei primi membri di questa famiglia risale al periodo della scoperta della periodicità di parte delle comete; tra le prime 10 comete periodiche scoperte troviamo infatti ben 4 membri di questa famiglia. Il loro breve periodo di rivoluzione le fa tornare al perielio molto più spesso delle altre comete periodiche facilitando in tal modo la loro scoperta; il fatto poi che molte di loro passino anche relativamente, e a volte realmente, vicino alla Terra, costituisce un ulteriore elemento che ne facilita la scoperta.
| Anno                      | 2015 | 2016 | 2017 | 2018 | 2019 | 2020 | 2021 | 2022 | 2023 | 2024 | 2025 |
| Numero di comete scoperte | 19   | 16   | 15   | 13   | 20   | 14   | 18   | 14   | 17   | 16   | 4    |

Il fatto che negli ultimi anni ne siano state scoperte ancora così numerose implica che ce ne potrebbero essere ancora da scoprire più di quelle già trovate. Romina Paula Di Sisto e coautori hanno avanzato il numero di 2800 per le comete di questa famiglia. Alla data del 7 marzo 2025 sono state scoperte 685 comete appartenenti a questa famiglia, mentre altre 80 possono essere considerate membri eccentrici della famiglia avendo elementi orbitali fuori della media.

## Orbite
Tutte le comete di questa famiglia possiedono orbite dirette e in genere un'inclinazione inferiore a 20°; comete che potrebbero essere inserite in questa famiglia, come la cometa 389P/Siding Spring, ma dotate di orbite retrograde, sono inserite nella famiglia delle comete halleidi. Parecchie comete di questa famiglia hanno col pianeta Giove una piccola MOID, il che comporta passaggi ravvicinati con il pianeta che in certi casi comportano cambiamenti di orbita a volte radicali come nel caso della cometa D/1770 L1 Lexell. Una piccola parte di queste comete ha piccole MOID con la Terra; queste comete costituiscono i corpi progenitori di sciami meteorici come ad esempio la 7P/Pons-Winnecke e le Bootidi di Giugno o la 21P/Giacobini-Zinner e le Draconidi di ottobre. Le orbite delle comete gioviane hanno il parametro di Tisserand maggiore di 2.

## Influenza di Giove
Come si può intuire dalla denominazione di questo numeroso gruppo di comete, la durata dei loro periodi di rivoluzione è condizionata notevolmente dall'influenza gravitazionale di Giove. Il fatto di avere per la maggior parte periodi inferiori a quello di Giove fa sì che ogni secolo ci siano circa una mezza dozzina di congiunzioni inferiori o congiunzioni superiori; in alcuni casi queste congiunzioni comportano dei passaggi ravvicinati con Giove con conseguenti perturbazioni gravitazionali. Vengono riportate come esempio di perturbazioni gravitazionali da parte di Giove le variazioni dei parametri orbitali della cometa 54P/de Vico-Swift-NEAT: questa cometa a seguito di un passaggio vicino a Giove nel 1968, durante il quale il 16 ottobre 1968 è passata a 0,16 U.A. da Giove, ha subito un notevole cambiamento di orbita; la stessa cosa accadrà a seguito di un altro passaggio ravvicinato che la porterà il 26 agosto 2028 a 0,20 U.A. da Giove.
| Epoca delle effemeridi (TT) | Data del perielio (TT) | Periodo in anni | Nodo Ascendente in gradi (2000.0) | Argomento del perielio in gradi | Inclinazione in gradi | Distanza del perielio in U.A. |
| --------------------------- | ---------------------- | --------------- | --------------------------------- | ------------------------------- | --------------------- | ----------------------------- |
| 28,0 agosto 1965            | 23,25 agosto 1965      | 6,312           | 25,066                            | 325,414                         | 3,612                 | 1,624                         |
| 7,0 febbraio 1973           | 13,65 febbraio 1973    | 7,378           | 359,333                           | 1,785                           | 6,089                 | 2,178                         |
| 20,0 luglio 1980            | 9,08 luglio 1980       | 7,411           | 359,286                           | 1,870                           | 6,081                 | 2,189                         |
| 21,0 novembre 1987          | 29,73 novembre 1987    | 7,389           | 359,269                           | 1,821                           | 6,085                 | 2,179                         |
| 24,0 marzo 1995             | 2,88 aprile 1995       | 7,313           | 359,050                           | 1,841                           | 6,088                 | 2,144                         |
| 25,0 luglio 2002            | 30,93 luglio 2002      | 7,313           | 358,965                           | 2,049                           | 6,085                 | 2,145                         |
| 25,0 novembre 2009          | 28,50 novembre 2009    | 7,374           | 358,853                           | 1,910                           | 6,068                 | 2,172                         |
| 28,0 marzo 2017             | 15,44 aprile 2017      | 7,398           | 358,853                           | 1,856                           | 6,057                 | 2,185                         |
| 4,0 settembre 2021          | 3 settembre 2024       | 7,382           | 358,816                           | 1,789                           | 6,064                 | 2,176                         |
| 30,0 novembre 2031          | 1,99 dicembre 2031     | 6,771           | 196,900                           | 164,383                         | 4,792                 | 1,853                         |

L'influenza gravitazionale di Giove non si esplica solamente in modifiche delle orbite, ma anche nella costituzione di sottogruppi di comete caratterizzati da particolari elementi orbitali, come i membri della famiglia di comete quasi-Hilda o le comete periodiche SOHO. In particolare le comete quasi-Hilda sono degne di nota in quanto spesso vengono catturate da Giove come satelliti temporanei, noti anche come TSC (dall'inglese Temporary Satellite Capture), o sono portate a collidere con questo pianeta come avvenne alla famosa cometa D/1993 F2 Shoemaker-Levy 9.

## Caratteristiche fisiche
I nuclei delle comete gioviane sono costituiti, entro variazioni individuali, dal 25% di acqua, dal 5% di altri ghiacci volatili, dal 35% idrocarburi e dal 35% silicati. Hanno in generale nuclei con un diametro minore di 10 km, albedo compresa tra lo 0,02 e lo 0,05 e un periodo di rotazione inferiore a 10 ore. Solo una parte della superficie del nucleo cometario, dell'ordine di un qualche punto percentuale, è attiva, ossia libera sostanze volatili che vanno a costituire la chioma e la coda della cometa.

## Origine
La relativa vicinanza delle orbite, in particolare dei loro perieli, al Sole con la conseguente perdita di materiale superficiale fa si che queste comete abbiano vite dell'ordine dei 10.000 - 1.000.000 anni. Questo fatto confrontato con l'età del Sistema solare, circa 4,6 miliardi di anni, implica una costante distruzione di comete ed un'altrettanto continua sostituzione con altre nuove comete. Non si conoscono ancora con certezza le origini delle comete gioviane, ma sono state avanzate varie ipotesi:
- Centauri [8]
- asteroidi troiani di Nettuno[9]
- asteroidi troiani di Giove[10]
- Fascia di Kuiper[5]
- Nube di Oort[11]
- oggetti transnettuniani[12]

Attualmente la fonte che sta acquistando sempre maggior attendibilità come origine delle comete gioviane è costituita dagli asteroidi di tipo D presenti nella parte esterna della Fascia principale: questo tipo di oggetti costituirebbe una notevole parte degli asteroidi della famiglia Hilda, degli asteroidi troiani di Giove e delle comete della fascia principale.

## Fine
Le comete di questa famiglia possono terminare la loro esistenza in vari modi, al pari delle altre comete; alcuni di questi modi risultano più frequenti in conseguenza dei loro passaggi vicino a Giove:
- collisione col Sole
- collisione con un pianeta o un suo satellite[15]: D/1993 F2 Shoemaker-Levy 9[16][17][18][19]
- trasformazione in un asteroide, ad esempio in un NEO
- scissione in due o più comete: 42P/Neujmin 3 e 53P/Van Biesbroeck[20]
- frammentazione e disgregazione: 73P/Schwassmann-Wachmann 3 e le Tau Ercolidi, 3D/Biela e le Andromedidi.